# Movie Central

Movie Central versorgt die Provinzen in Grün

Movie Central (MC) war ein kanadischer, englischsprachiger Kategorie-A-Premium-Fernsehsender mit Hauptsitz in Toronto, Ontario.
Movie Central bestand aus einem Senderpaket, das sechs Kanäle beinhaltet. Der Sender versorgte nur den Westen von Kanada bis zu der Provinzgrenze von Ontario-Manitoba. Movie Central gehörte dem kanadischen Unternehmen Corus Entertainment und wurde von diesem auch betrieben.

## Kanäle und Programme
Movie Central bietet sechs Fernsehkanäle, von denen vier im Standardformat und zwei im HDTV-Format gesendet werden.
- Movie Central ist der Hauptkanal, auf dem aktuelle Filme, Dokumentationen und Fernsehserien gezeigt werden.
- Movie Central 2 – Filme und Serien mit Schwerpunkt auf Action, Thriller und Horror sowie Comedy.
- Movie Central 3 – Filme und Serien mit Schwerpunkt auf Drama und Liebesfilme sowie ausländische Filme und Eigenproduktionen.
- HBO Canada – Primärkanal des US-amerikanischen HBO-Senders.
- HBO Canada HD: paralleler Kanal des HBO-Canada-Programms, jedoch in HDTV.
- Movie Central 1 & 2 HD: zwei HDTV-Kinokanäle.
- Movie Central On Demand: Kino auf Abruf vom Movie-Central-Archiv.
- HBO Canada On Demand: Kino auf Abruf vom US-amerikanischen HBO-Sender.

Logo von HBO Canada

## Empfangbarkeit
Movie Central wird von vielen Kabel- und Satellitenbetreibern eingespeist. Movie Central ist u. a. verfügbar in den Netzen von Bell TV, Shaw Direct (Satellit), Shaw Cable,  Access Communications, TELUS TV, Westman Communications Group. Des Weiteren ist Movie Central über IPTV im Internet empfangbar in den Netzen von MTV, Optik TV und Sasktel.